# Вскрытие пришельца
«Вскры́тие прише́льца» (англ. Alien Autopsy) — британская научно-фантастическая комедия 2006 года о глобальной мистификации XX века, основанная на розуэлльском инциденте. Фильм отражает события, происходившие вокруг псевдодокументального фильма 1995 года «Вскрытие пришельца».

## Сюжет
Лондон, 1995 год. Два близких друга, Рэй и Гари, устраивают скупку бутлегов, чтобы продать их в США. Пожилой мужчина по имени Харви (Гарри Дин Стэнтон) приносит плёнку с уникальной записью концерта Элвиса Пресли, на продаже копий которых Рэй и Гари хотят выручить немалые деньги. «У меня есть ещё одна запись, которая может вас заинтересовать», — сообщает Харви. На вопрос Рэя, что это, тот многозначительно отвечает: «Чтобы понять, её нужно посмотреть». Харви рассказывает, что в молодости служил полковым фотографом в ВВС США. В июле 1947 года его в спешном порядке отправили на авиабазу Розуэлл. «Там мне приказали снять это», — говорит Харви и включает запись.
Харви предлагает Рэю выкупить её за 30 000 долларов, которых у него нет. В итоге он обращается за помощью к очень опасному человеку, Ласло Ворошу (Гёц Отто), помешанному на уфологии. Ласло соглашается дать деньги на плёнку, чтобы увидеть её.
Заключив «сделку века», Рэй на радостях приглашает близких к себе домой, чтобы устроить домашний показ. Но она оказывается пустой, и ничего не воспроизводится, кроме белого экрана. Тётя Рэя работает на киностудии, и там выясняется, что содержимое плёнки невозможно восстановить, поскольку ленту тех лет нельзя держать в закрытой коробке и нужно проветривать, поэтому она начала разлагаться после того, как её достали из коробки на воздух.
Рэй оказывается в безвыходной ситуации. Неожиданно друзья решают пойти на крайние меры и сами снять фильм о вскрытии инопланетянина. В квартире сестры Гари, уехавшей из города, устанавливают декорации, друг бабушки Рэя, Морис, работает на фабрике манекенов и создаёт куклу инопланетянина, которую набивают мясными потрохами, бойфренд матери Рэя становится оператором и режиссёром.
Когда фильм снят, Рэй показывает его Ласло, считая, что тот не поверит в его подлинность. Однако, посмотрев плёнку, Ласло от всей души благодарит Рэя за то, что он наконец-то доказал существование инопланетной жизни. После этого Рэй устраивает премьерный показ для всех желающих, что приносит ему и Гари всемирную популярность. Рэй участвует в различных телешоу, а за показ их фильма борются телеканалы всех стран, они готовы платить бешеные деньги, только бы право показа в их стране досталось именно им. После всего этого за обоими друзьями устраивают слежку.
Ласло, недовольный тем, что выкупленный за его деньги фильм приносит прибыль не ему, запрашивает у Рэя существенную долю от доходов. Но внезапно его сбивает машина посреди поля, где он, обнажённый, пытался выйти на связь с инопланетной цивилизацией. Спецслужбы «убрали» его, поскольку тот угрожал помешать всемирной демонстрации фильма, а спецслужбы хотели за всей шумихой скрыть наличие «реального» фильма. Тем временем, рейтинги фильма бьют все рекорды, и его транслируют раз за разом.
В самолёте Рэй знакомится с симпатичной девушкой Эмбер (Николь Хилц), с которой проводит ночь. Наутро Гари выясняет, что она — журналистка и добывает информацию. Узнав о том, кто реальный автор съёмки и о его местоположении, Эмбер пытается взять у него интервью, но Харви скрывается. В погоне за очередной прибылью Рэй и Гари находят бездомного, и выдают его за настоящего оператора, снявшего вскрытие.
Внезапно, после того как ситуация утихла, к Рэю приходит работник киностудии, сумевший восстановить некоторые кадры утраченной плёнки. Посмотрев их, Рэй и Гари закапывают фильм в землю.

## В ролях
| Рейтинги       | Рейтинги |
| Издание        | Оценка   |
| -------------- | -------- |
| The Aisle Seat | [ 2 ]    |
| Eye for Film   | [ 3 ]    |
| Empire         | [ 4 ]    |

| Актёр             | Роль                           |
| ----------------- | ------------------------------ |
| Деклан Доннелли   | Рэй Сантилли                   |
| Энтони Макпартлин | Гари Шофилд                    |
| Билл Пуллман      | Морган Баннер режиссёр         |
| Гёц Отто          | Ласло Ворош поклонник уфологии |
| Морвенна Бэнкс    | Жасмин мама Рэя                |
| Омид Джалили      | Мелик бойфренд матери Рэя      |
| Гарри Дин Стэнтон | Харви военный оператор         |
| Джон Шрапнел      | Майкл Кун                      |
| Мадлен Моффат     | бабушка Рэя                    |
| Джон Катер        | Морис ухажёр бабушки Рэя       |
| Ли Оукс           | Эдгар                          |
| Джимми Карр       | начальник Гари                 |
| Николь Хилц       | Эмбер Фуэнтес журналистка      |
| Орсон Бин         | бездомный мужчина              |
| Дэвид Трелфелл    | Джеффри                        |